# Nataša Mićić
Nataša Mićić Jovanović (Tiếng Serbia: Наташа Мићић; sinh 2 tháng 11 năm 1965 tại Titovo Užice, Serbia, Cộng hoà Liên bang Xã hội Chủ nghĩa Nam Tư) là chính trị gia Serbia. Bà là Nghị sĩ Quốc hội Serbia và Phó Chủ tịch Đảng Dân chủ Tự do (LDP).